# Krištáľové krídlo
Krištáľové krídlo – słowacka nagroda mająca na celu uhonorowanie osiągnięć na polu życia społecznego, kulturalnego, gospodarczego i publicznego. 
Pomysłodawcą nagrody jest Mária Vaškovičová. 

## Laureaci

### Teatr i sztuki audiowizualne[3]
- 1997: Božidara Turzonovová
- 1997: Ján Ďuriš
- 1998: Emília Vášáryová
- 1998: Jozef Bednárik
- 1999: Ján Ďurovčík
- 2000: Pavol Mikulík
- 2000: Rudolf Biermann
- 2001: Martin Huba
- 2001: Eva Krížiková
- 2002: Ladislav Chudík
- 2003: Pavol Barabáš
- 2004: Eva Pavlíková
- 2005: Ingrid Timková
- 2006: Roman Polák
- 2007: Mária Kráľovičová
- 2008: Diana Mórová
- 2009: Ondrej Šoth
- 2010: Robert Roth
- 2011: Zuzana Kronerová
- 2012: Jaroslav Vojtek
- 2013: Táňa Pauhofová
- 2014: Jozef Vajda
- 2015: Ladislav Kaboš
- 2016: Zuzana Mauréry
- 2017: Tomáš Maštalír
- 2018: Miroslav Dvorský
- 2019: Juraj Kukura
- 2020: Peter Bebjak
- 2021: Sláva Daubnerová
- 2022: Judit Pecháček
- 2023: Jana Oľhová
- 2024: Emil Horváth

### Medycyna u nauka (Medicína a veda)[4]
- 1997:  Eva Siracká
- 1998: Miroslav Urban
- 1998: Alica Kapellerová
- 1998: Milan Zaviačič
- 1999: Lev Bukovský
- 1999: Jozef Mašura
- 2000: Hedviga Zajacová
- 2000: Pavel Traubner
- 2000: Jaroslav Siman
- 2000: Štefan Luby
- 2001: Ján Slezák
- 2001: Ivan Kraus
- 2002: Daniela Ježová
- 2003: Ján Danko
- 2004: Ivan Hulín
- 2005: Silvia Pastoreková
- 2006: Martin Mistrík
- 2007: Karol Pieta
- 2008: Mária Šustrová
- 2009: Ján Breza
- 2010: Mária Frankovičová
- 2011: František Simančik
- 2012: Oľga Červeňanová
- 2013: Marián Janák
- 2014: Juraj Pechan
- 2015 : Igor Lacík
- 2016: Michal Mego
- 2017: Lukáš Plank
- 2018: Michal Hulman
- 2019: Róbert Hatala
- 2020: Boris Klempa, Pavol Čekan
- 2021: Peter Šimko
- 2022: Richard Imrich
- 2023: Juraj Payer
- 2024: Daniel Pinďák

### Dziennikarstwo i literatura (Publicistika a literatúra)[5]
- 1997: Pavel Dvořák
- 1997: Vladimír Jancura
- 1997: Anna Vargová
- 1998: Lajos Grendel
- 1999: Anna Ghannamová
- 1999: Marián Leško
- 2000: Štefan Šimák
- 2002: Dušan Dušek
- 2003: Ivan Podstupka
- 2004: Andrej Bán
- 2004: Róbert Kotian
- 2005: Zlatica Puškárová
- 2006: Tina Čorná
- 2007: Ľubomír Feldek
- 2008: Ľuboš Jurík, Dušan Rapoš, Jozef Šuhajda
- 2009: Vlado Franc
- 2010: Boris Filan
- 2011: Miloš Luknár
- 2012: Timotej Kubiš
- 2013: Michal Tvarožek
- 2014: Henrieta Moravčíková
- 2015: Veronika Šikulová
- 2016: Daniel Hevier
- 2017: Dagmar Mozolová
- 2018: Etela Farkašová
- 2019: Rudolf Dobiáš
- 2020: Marián Andričík
- 2021: Stanisav Rakús
- 2022: Milan Kolcun
- 2023: Peter Kršák
- 2024: Rudolf Schuster

### Muzyja (Hudba)[6]
- 1997: Ida Kirillová
- 1997: Andrej Šeban
- 1998: Peter Lipa
- 1999: Ondrej Lenárd
- 2000: Ľubica Vargicová
- 2000: Peter Dvorský
- 2001: Štefan Nosáľ
- 2002: Ján Berky-Mrenica
- 2003: Kamil Peteraj
- 2004: Jack Martin Händler
- 2005: Mikuláš Škuta
- 2006: Vladimír Godár
- 2007: Pavol Zelenay
- 2008: Adriana Kučerová
- 2009: Peter Mikuláš
- 2010: Miloš Valent
- 2011: Blanka Juhaňáková
- 2012: Dalibor Jenis
- 2013: Quasars Ensemble
- 2014: Magdaléna Rovňáková
- 2015: Štefan Kocán
- 2016: Dalibor Karvay
- 2017: Rastislav Štúr
- 2018: Roman Patkoló
- 2019: Juraj Griglák
- 2020: Ľubica Čekovská
- 2021: Peter Bič Project
- 2022: Janoska Ensemble
- 2023: Martin Valihora
- 2024: Pavol Bršlík

### Gospodarka (Hospodárstvo)[7]
- 1997: Vladimír Masár
- 1997: Edita Bukovská
- 1997: Jozef Uhrík
- 1998: Ivan Ivanič
- 1998: Jolana Petrášová
- 1999: Rudolf Janáč
- 1999: Peter Weber
- 1999: Elena Kohútiková
- 2000: Brigita Schmögnerová
- 2000: Vladimír Soták
- 2000: Ivan Mikloš
- 2001: František Hirner
- 2002: Jaroslav Mlynček
- 2003: Adrián Ďurček
- 2004: Milan Fiľo
- 2004: Károly Hodossy
- 2005: Štefan Rosina
- 2007: Miroslav Trnka
- 2008: Ivan Šramko
- 2009: Ivan Šesták
- 2010: Pavol Lančarič
- 2011: Milan Ľach
- 2012: Michal Štencl
- 2013: Pavol Konštiak
- 2014: Vladimír Šrámek
- 2015: Jozef Barcaj
- 2016: Štefán Máj
- 2017: Vladimír Bakeš
- 2018: Miloslav Čurilla
- 2019: Branislav Cvik, Ľubomír Vančo
- 2020: Pavol Jakubec
- 2021: Milan Kovalančík, Tatiana Kovalančíková
- 2022: Zdeněk Březovják, Ján Koščo
- 2023: Artur Gevorkyan
- 2024: Peter Krutil

### Sport (Šport)[8]
- 1996: Martin Tešovič
- 1997: koszykarki klubu MBK Ružomberok
- 1998: Ján Filc
- 1999: Natália Hejková
- 1999: Katarína Brandoburová
- 2000: Martina Moravcová
- 2000: Dominik Hrbatý
- 2001: Jozef Vengloš
- 2002: Tomáš Malik
- 2002: Słowacka reprezentacja hokeja na lodzie na Mistrzostwach Świata 2002
- 2004 : Veronika Zuzulová
- 2005: Juraj Čobej
- 2006: Marián Hossa
- 2007: Daniela Hantuchová
- 2008: Pavol Hochschorner i Peter Hochschorner
- 2009: Vladimír Weiss
- 2010: Róbert Vittek
- 2011: Marián Vajda
- 2012: Danka Barteková
- 2013: Peter Sagan
- 2014: Anastasia Kuzminová
- 2015: Matej Tóth
- 2016: Ladislav Škantár i  Peter Škantár
- 2017: Peter Hámor
- 2018: Zuzana Rehák-Štefečeková
- 2019: Petra Vlhová
- 2020: Michal Martikán
- 2021: Erik Vlček
- 2022: Zdeno Chára
- 2023: Martin Vaculík
- 2024: Veronika Vadovičová

### Sztuki piękne (Výtvarné umenie)[9]
- 2001: Karol Kállay
- 2003: Hedviga Hamžíková
- 2005: Dušan Kállay
- 2006: Zora Palová
- 2007: Milota Havránková
- 2008: Peter Pollág
- 2009: Vladimír Gažovič
- 2010: Marek Ormandík
- 2011: Ferdinand Chrenka
- 2012: Jozef Jankovič
- 2013: Michal Staško
- 2014: Štefan Klein
- 2015: Ivan Pavle
- 2016: Palo Macho
- 2017: Juraj Čutek
- 2018: Ján Ťapák
- 2019: Oto Bachorík
- 2020: Jana Machatová i Peter Machata
- 2021: Patrik Illo
- 2022: Milan Lukáč
- 2023: Ašot Haas
- 2024: Vincent Polakovič

### Architektura (Architektúra)[10]
- 2007: Ivan Matušík
- 2008: Pavel Paňák i Martin Kusý
- 2009: Ľubomír Závodný
- 2010: Viktor Šabík
- 2011: Peter Bouda i Ivan Masár
- 2012: Peter Abonyi
- 2013: Irakli Eristavi
- 2014: Štefan Polakovič

### Działalność charytatywna (Filantropia)[11]
- 2010: Gabriel Csollár
- 2011: Vladimír Krčméry
- 2011: Andrej Kiska
- 2012: Viera Dubačová
- 2013: Mariana Kováčová
- 2014: Peter Káčer
- 2015: Miroslava Hunčíková
- 2016: Ondrej Vrábel
- 2017: Marek Machata
- 2018: Jana Danišová
- 2019: Eva Klikáčová
- 2020: Eva Gažová
- 2021: Adriana Havašová
- 2022: Eva Turáková
- 2023: Alexandra Hovancová
- 2024: Martin Korčok

### Rock Pop Jazz[12]
- 2013: Richard Müller i Fragile
- 2014: Korben Dallas
- 2015: Szidi Tobias
- 2016: Igor Timko
- 2017: Celeste Buckinghamová

### Muzyka popularna (Populárna hudba)
- 2018: IMT Smile
- 2019: Sima Martausová
- 2022: Adam Ďurica
- 2023: Hex
- 2024: Vladimír Krausz

### Innowacje i startupy (Inovácie a startupy)[13]
- 2018: Tomáš Brngál
- 2019: Radoslav Danilák
- 2020: Martin Herman
- 2021: Matej Ftáčnik
- 2022: Rastislav Hlaváč
- 2023: Veronika Kolekaj i  Juraj Masár
- 2024: Andrea Basilová i Martin Basila

### Nagroda Specjalna i Nagroda za Całokształt Twórczości (Mimoriadna cena a cena za celoživotné dielo)[14]
- 1997: Július Satinský
- 1997: Milan Lasica
- 1998: Ľudovít Rajter
- 1998: Bohdan Warchal
- 1999: Michal Čierny
- 2000: Tibor Bártfay
- 2002: Martin Bútora
- 2003: Pavel Polanský
- 2004: Ilja Zeljenka
- 2005: Eugen Jurzyca
- 2005: Leopold Haverl
- 2006: Karol Spišák
- 2006: Anton Bajan
- 2007: Vladimír Kompánek
- 2008: Tadeáš Wala
- 2009: Darina Laščiaková
- 2009: Milan Čorba
- 2010: František Kele
- 2010: Stanislav Štepka
- 2011: Ivan Koza
- 2012: Peter Kresánek
- 2013: Peter Mihók
- 2013: Miroslav Žbirka
- 2014: Anton Srholec
- 2014: Dorota Pospíšilová
- 2015: Angelika Bátorová, Jozef Ráž
- 2016: Andrej Glatz, Marián Varga
- 2017: Pavol Hammel, Juraj Šteňo
- 2018: Kristína Križanová
- 2019: Ivan Vulev, Jozef Ciller
- 2020: Daniela Ostatníková, Karol Horák
- 2021: Štefan Svitko
- 2022: Alexej Vojtášek, Štefan Mácsadi
- 2023: Marika Gombitová
- 2024: Zdena Studenková

### In memoriam[15]
- 1998: Karol Ježík
- 2000: Jaroslav Filip

### Nagroda publiczności (Cena divákov)[16]
- 2003: Soňa Müllerová